# Convento dos Capuchos
Het Convento dos Capuchos is een klooster gelegen in Colares (Sintra) in Portugal. Het klooster werd in de zestiende eeuw gebouwd en werd tot in 1834 bewoond. Het werd toegewezen aan de kapucijnen, een tak van de franciscanen die in soberheid leven. Het is een van de minst bezochte bezienswaardigheden in Sintra.

## Geschiedenis
Toen de Portugese edelman dom João de Castro op zijn sterfbed lag, wilde hij dat er op de heuvel van Sintra een klooster werd gebouwd, waar men in direct contact met de natuur in soberheid zou kunnen leven. Zijn zoon, dom Álvaro de Castro, vervulde zijn wens en liet het klooster bouwen. Het werd toegewezen aan franciscaanse monniken. Deze leefden in eenvoud. Het klooster heette toen het Convento de Santa Cruz da Serra da Sintra.
De Kapucijnen leefden in dit klooster van 1560 tot 1834. Door hun aanwezigheid is de natuur nog intact rondom het klooster. In het park rondom het klooster staan geen exotische bomen zoals in de andere parken in Sintra, maar vindt men nog de oorspronkelijke begroeiing terug. De natuur is helemaal ingegroeid in de simpele gebouwen van het klooster, waarin men de eenvoudige levenswijze van de monniken kan zien.
Een andere veelgebruikte naam voor het klooster is het Kurkklooster. Dit komt doordat men de muren, de deuren, de vensters en het plafond beplakte met kurk afkomstig van de kurkeiken rondom het klooster. Dit werd gedaan om de vochtigheid tegen te gaan in het gebouw. Ook werkt kurk isolerend.

## Levensstijl
De monniken leefden sober volgens de regels van Franciscus. Ze mochten enkel drie dingen bezitten: hun habijt, een bijbel en een afbeelding van een heilige naar keuze. In het klooster leefden slechts 8 monniken. Ze aten en sliepen op de grond en lieten al het materiële los om zich over te geven aan de spirituele wereld. De monniken aten enkel vegetarisch van de groenten die ze zelf verbouwden in hun tuin. Soms kregen ze wat graan of vis aangeboden, maar ze sloegen elke overbodige luxe af.
In de zestiende eeuw kwamen hier veel rondreizende pelgrims die onderdak, eten en drinken zochten. De drinkfontein is nog steeds zichtbaar in het park met de aangebouwde bankjes. Ook kwamen hier verschillende mensen om raad te vragen over medicinale planten.

## Park
In het park is nog de oorspronkelijke begroeiing van Sintra te vinden. Ook staan hier veel verschillende soorten noten- en fruitbomen. De monniken verbouwden namelijk alles wat ze nodig hadden zelf. Er zijn ook veel kruiden te vinden zoals lavendel en rozemarijn en een moestuin.

## Gebouw
Het eerste wat opvalt wanneer men het gebouw betreedt, is dat het plafond heel laag is. Ook zijn de deuropeningen klein. In het gebouw zijn enkele ruimten te bekijken, zoals een kerkje, een bibliotheek en acht slaapkamers. In deze kamers staan geen bedden, enkel een kurken plankje met wat stro om op te slapen. In de ruimten voor de logés stond er oorspronkelijk wel een bed.

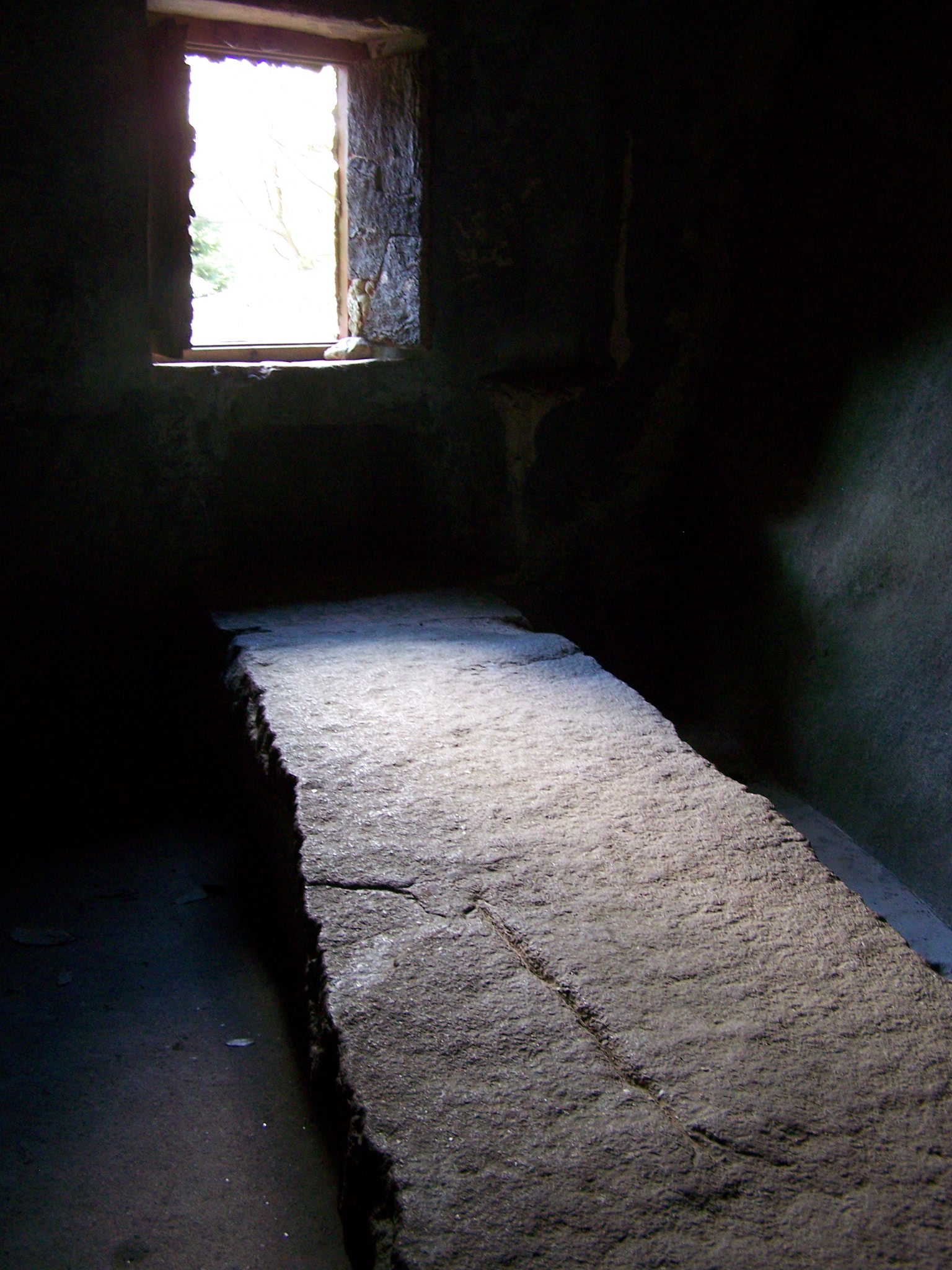
Slaapplankje
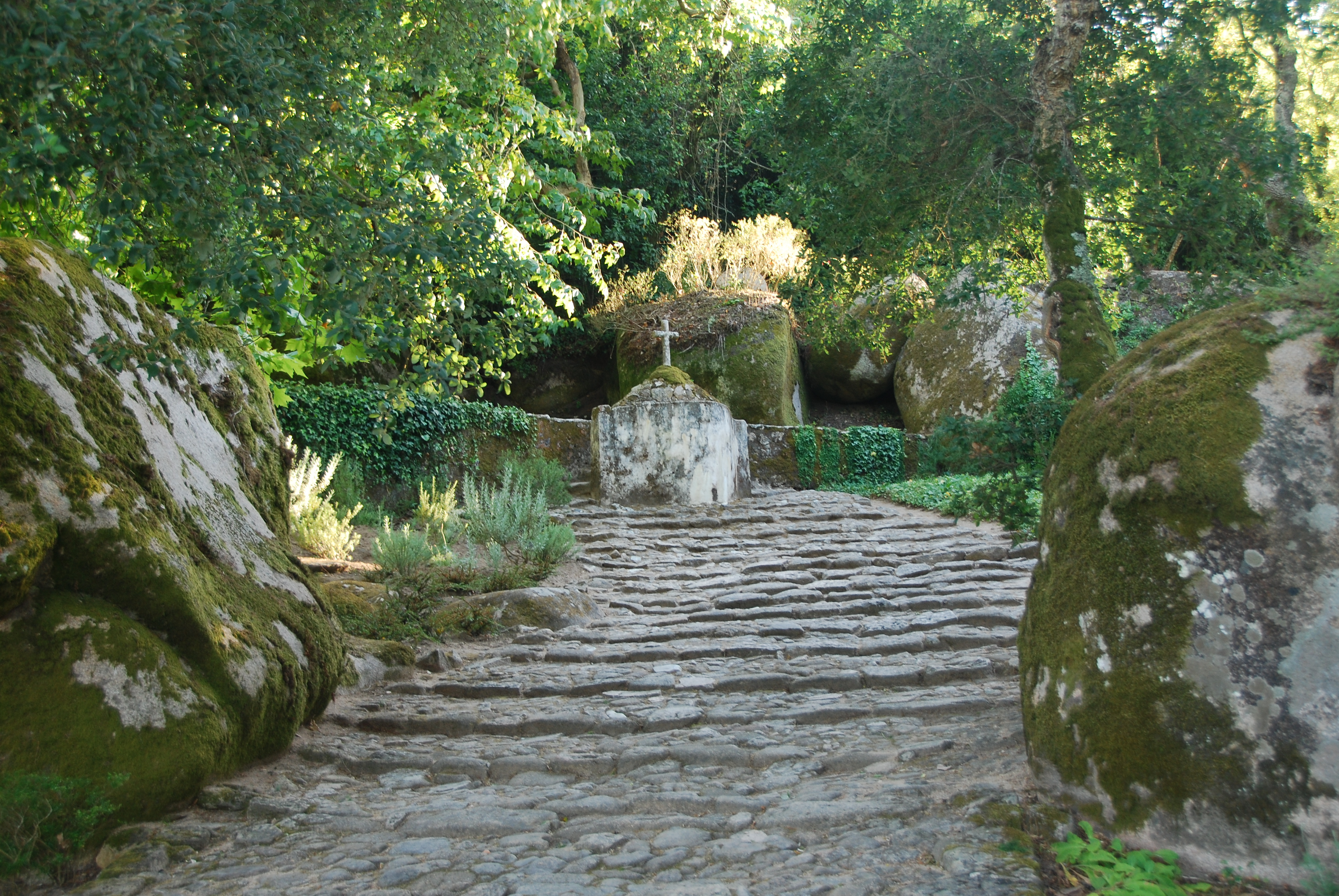
De ingang
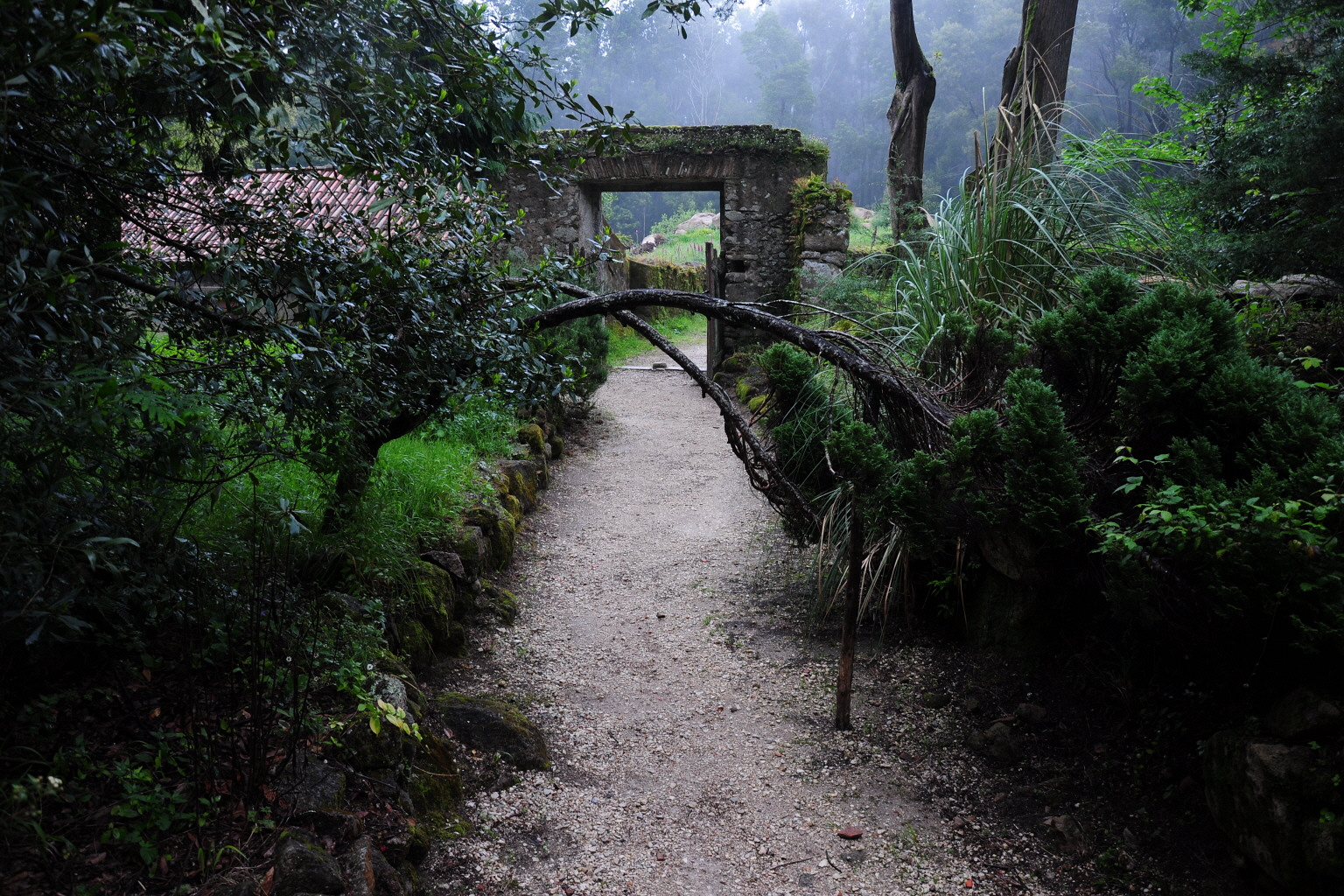
Poort naar moestuin
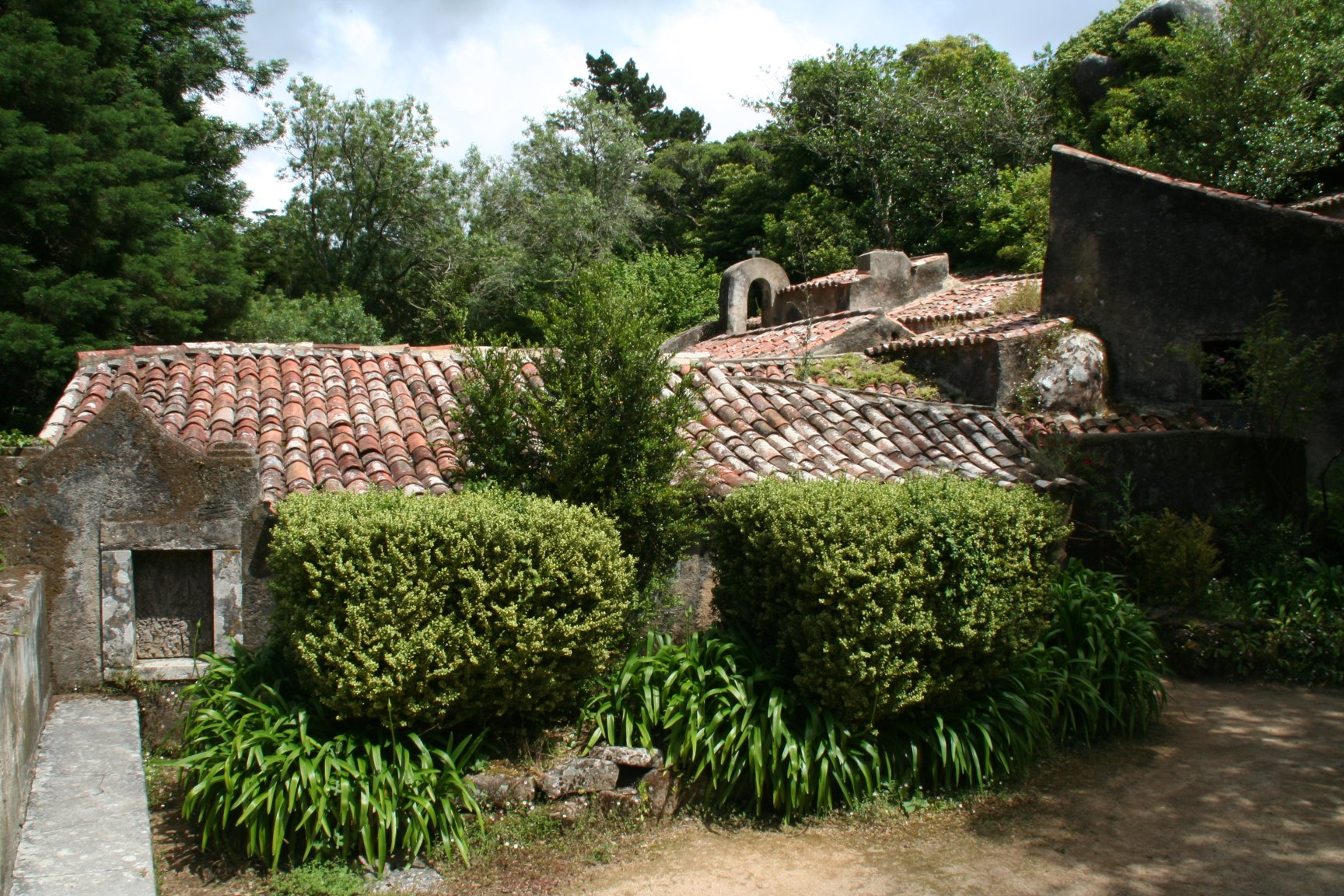
Het klooster